# Olshanskyite
L'olshanskyite è un minerale appartenente alla classe dei borati.

## Etimologia
Il nome olshanskyite deriva da Yakov Iosifovich Ol'shanskii, uno specialista in geochimica, di origine russa.

## Abito cristallino
L'olshanskyite cristallizza nel sistema triclino.

## Forma in cui si presenta in natura
Il minerale si presenta traslucido, di colore bianco o anche incolore.